# Дерев'яна церква святого Миколая (смт Великий Любінь)
Дерев'яна церква святого Миколая — найдавніша церква селища Великий Любінь. Збудовано її в 1854 році, мабуть, на місці знищеної попередньої. Церкву створили з дерев'яних конструкцій, завезених з Бойківщини. Фундатором храму разом із парафіянами був Адольф Бруницький, що був власником курорту у Великому Любені та багатьох інших маєтків.
Цікаво, що у Великому Любені є три церкви східного обряду і всі вони перебувають під патронатом святого Миколая-чудотворця. Дві з них, що належать громаді УГКЦ, розташовані у безпосередній близькості від палацу Бруницьких.

## Будова
Це тризрубна, безверха та приземиста (висота — 5 метрів) церква довжиною 21 і шириною 11 метрів. Складається з квадратової в плані нави, до якої зі сходу прилягає вужчий вівтар з прибудованою з півночі ризницею, а з заходу вужчий бабинець. Церкву оточує піддашшя на приставних кронштейнах.
Бабинець, вівтар і ризниця вкриті двосхилими дахами, нава — чотирисхилим. Гребені основних об'ємів церкви (крім ризниці) вінчають на восьмибічних основах високі ліхтарі зі шпилями. Подібне завершення є на гребені даху ризниці, правда всередині там помістили маленький дзвін. На захід від церкви збереглася дерев'яна триярусна дзвіниця з підбиттям в третьому ярусі, вкрита пірамідальним дахом.

## Настоятелі храму
Довголітнім парохом Великолюбінської церкви був отець Михайло Гелітович. Він народився 1832 року. Дбав про збереження храму, турбувався про добробут сільської громади. Після закінчення духовної семінарії отець Михайло прийняв освячення і був ординований, тобто призначений 1858 року парохом у Великому Любені, згодом став деканом Великолюбінського деканату. Працював віддано не тільки на духовній, а й культурно-просвітницькій нивах, був почесним радником Митрополичої капітули. За сорокалітню вірну службу Церкві отця Михайла було відзначено почесною нагородою єпархії. У Великому Любені Михайло Гелітович був парохом понад п'ятдесят років, проводив велику освітньо-громадську роботу в нелегких умовах чужоземного поневолення, попри усілякі підступи недоброзичливців, завжди залишався вірним слугою Церкви і рідного народу, дбав про духовне і національне пробудження своєї пастви.
Після смерті отця Михайла Гелітовича Любінську парафію недовго обіймав доктор богослов'я отець Йосиф Боцян. Він був обраний у провід «Просвіти», де відразу повів рішучу боротьбу з пияцтвом, примусивши людей покаятися і заприсягнути церкві, що не будуть більше пиячити. Це дало позитивний результат. Отець Йосиф Боцян студіював богословські науки в Інсбруку, де захистив докторат. Згодом став ректором Львівської духовної семінарії, а під час Першої світової війни, коли російські війська окупували Львів, разом із митрополитом Андреєм Шептицьким став заложником і був інтернований (вивезений) у Росію. У Києві 23 вересня 1914 року митрополит Андрей висвятив отця Йосифа на єпископа.
Парохом церкви Святого Миколая був і отець-декан Іван Фединський. Народився він 17 січня 1886 року в містечку Гусакові у Надсянні поблизу Перемишля, який у Галичині мав добру славу центру української культури і науки. Походив із багатодітної родини ремісника, якій були притаманні високі моральні, духовні та національні засади. Закінчивши у Гусакові початкову  школу, пішов на науку до чоловічої гімназії у Перемишлі, а відтак навчався у Малій духовній семінарії. Далі продовжив богословську освіту в Генеральній духовній семінарії у Львові, де студіював богословські та філософські науки, володів прекрасним тенором та співав у семінарійному хорі, з яким їздив до Риму. У складі делегації духовенства, очолюваної Митрополитом Андреєм, здійснив прощу на Святу землю (Палестина). Після закінчення духовної семінарії 1909 року прийняв свячення. В сані священика за розпорядженням митрополита Шептицького його залишено сотрудником або ж помічником пароха у кафедральному соборі Святого Юра. Перед Першою світовою війною у 1913 році отця Івана скеровано на постійну працю до Великого Любеня. Тут він як отець-декан служив 23 роки. 4 грудня 1927 року саме він був обраний головою читальні «Просвіти» на зборах, які відновили діяльність цієї читальні після кількалітніх наполегливих домагань визнання своїх прав. Під керівництвом отця Івана Фединського протягом дев'яти років читальня розгорнула інтенсивну культурно-просвітницьку й національно-виховну роботу. Отець-декан був не тільки душпастирем, а й знаним громадсько-політичним діячем, великим патріотом і національним провідником.
Після смерті отця Івана Фединського парохом церкви Святого Миколая став отець доктор Ігнатій Цегельський. Його помічником у 1938-1939 роках був отець Михайло Левенець, який приїхав до Великого Любеня на посаду сотрудника (помічника) пароха. Молодий, енергійний священник Левенець не лише душпастирювавтай проводив реколекції, а й багато часу віддавав просвітницькій роботі. Разом із студентською молоддю брав активну участь у діяльності читальні «Просвіти», проводив освітню, культурологічну і духовну роботу. Коли формувалася дивізія «Галичина», за спеціальним дорученням митрополії отець Левенець був відряджений капеланом для душпастирської роботи серед вояків.

## Дубовий хрест біля церкви
Важлива подія у Великому Любені відбулася влітку 1938 року, коли селяни відзначали 950-ліття Хрещення Руси-України. Відзначенню цієї знаменної дати передувала ретельна підготовка. Протягом тижня два прислані священики-місіонери проводили місію (навчання). На свято прибуло багато священників і гостей із Львова та навколишніх сіл. Розпочалася урочистість архієрейською Службою Божою, яку відправив архієпископ Іван Бучко. На честь визначної дати було виготовлено дубовий хрест, якого багатотисячна процесія пронесла з хоругвами довкола села та встановила біля церкви.
Греко-католицька церква була єдиним осередком гуртування й духовності селян у важкі часи панування Королівства Польського та Австро-Угорської монархії, коли українці Галичини зазнавали переслідувань, принижень, полонізації, відчуження від давніх традицій. В середині XIX століття парохом церкви був Іоан Дудкевич — канонік та радник Консисторіяльний, декан Городоцький. Саме він пробуджував у селян свідомість того часу.

## Галерея

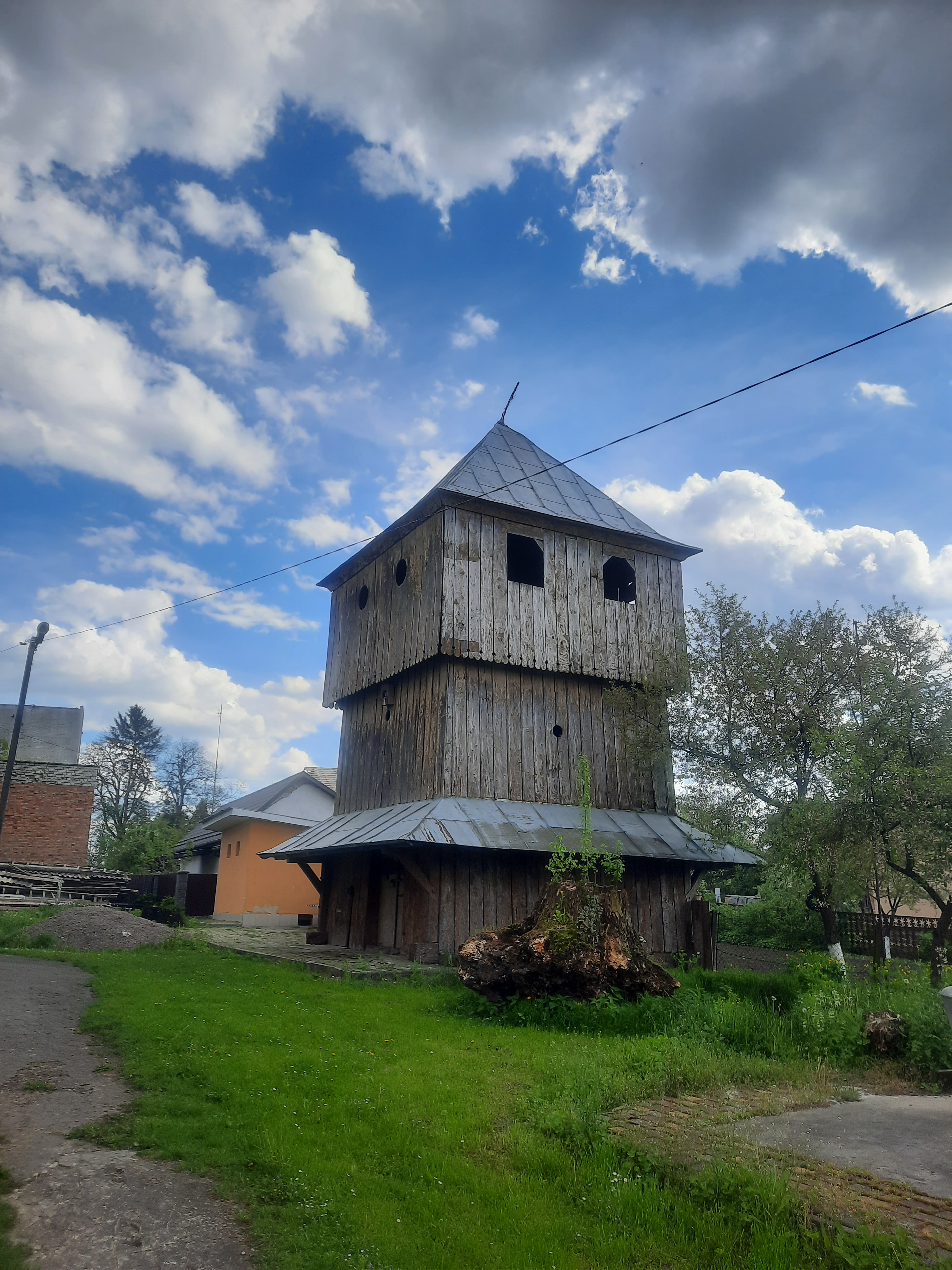
Дерев'яна триярусна дзвіниця
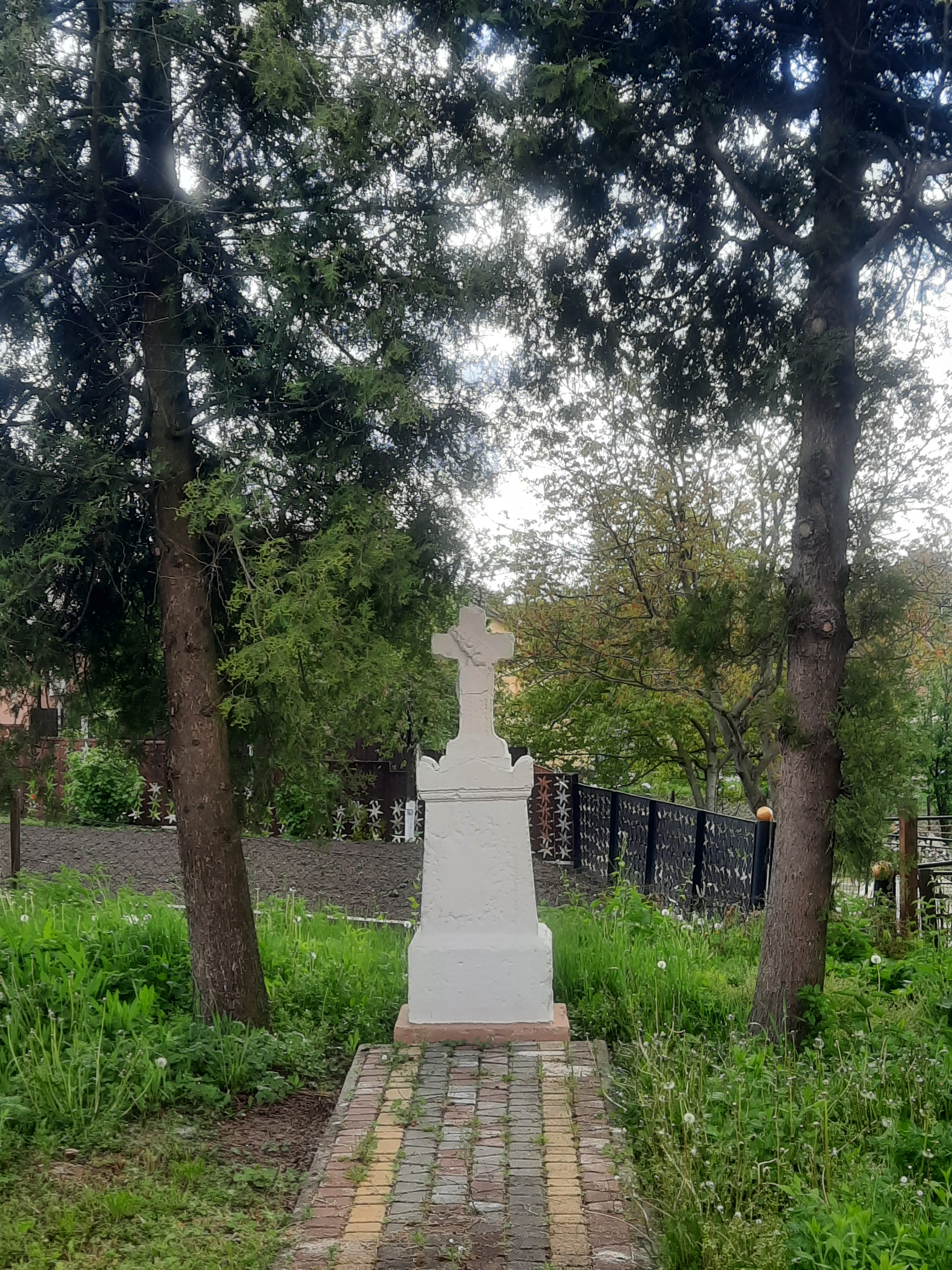
Дубовий хрест біля церкви
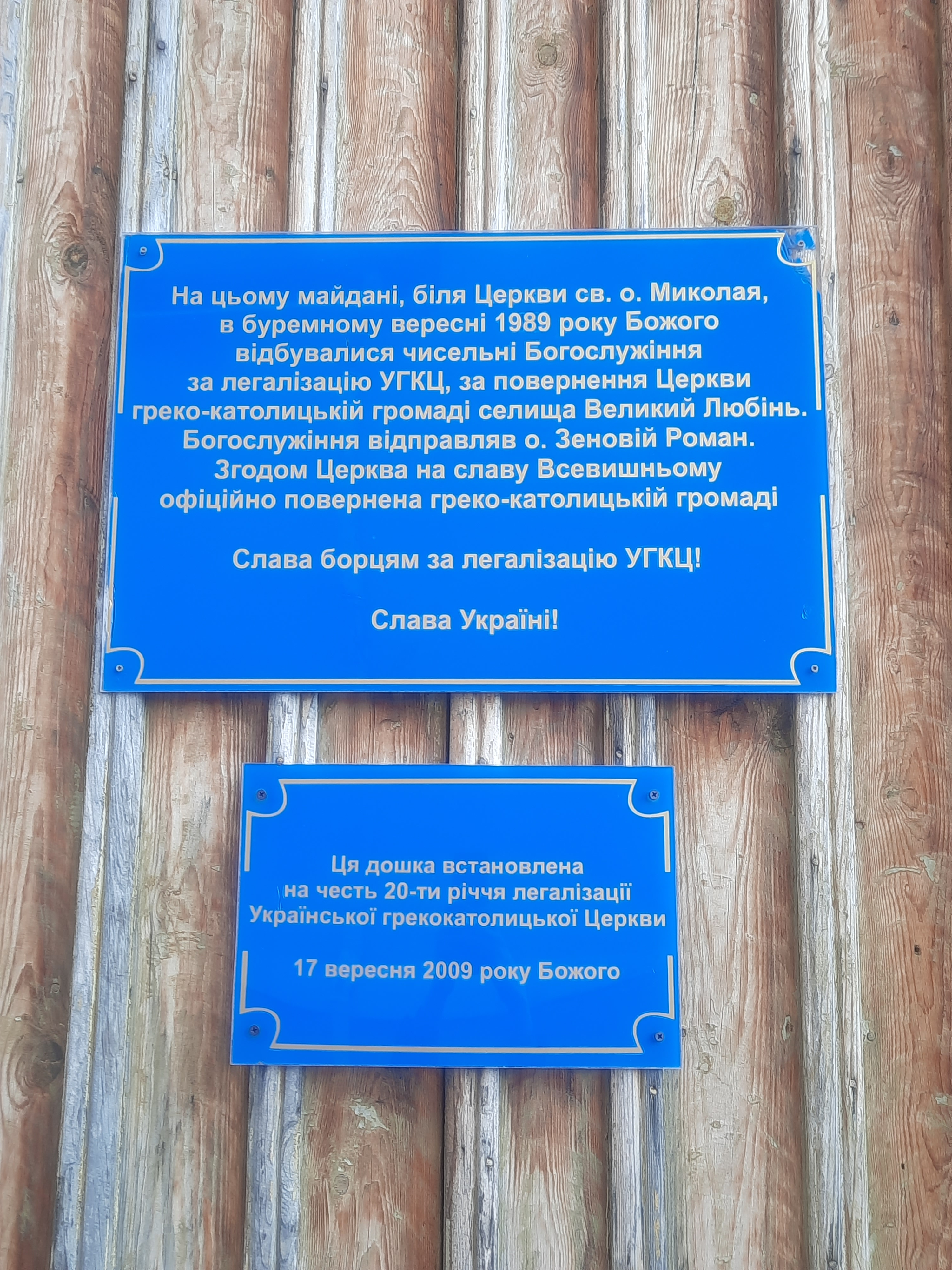
Пам'ятна таблиця до 20-ліття легалізації Української греко-католицької церкви
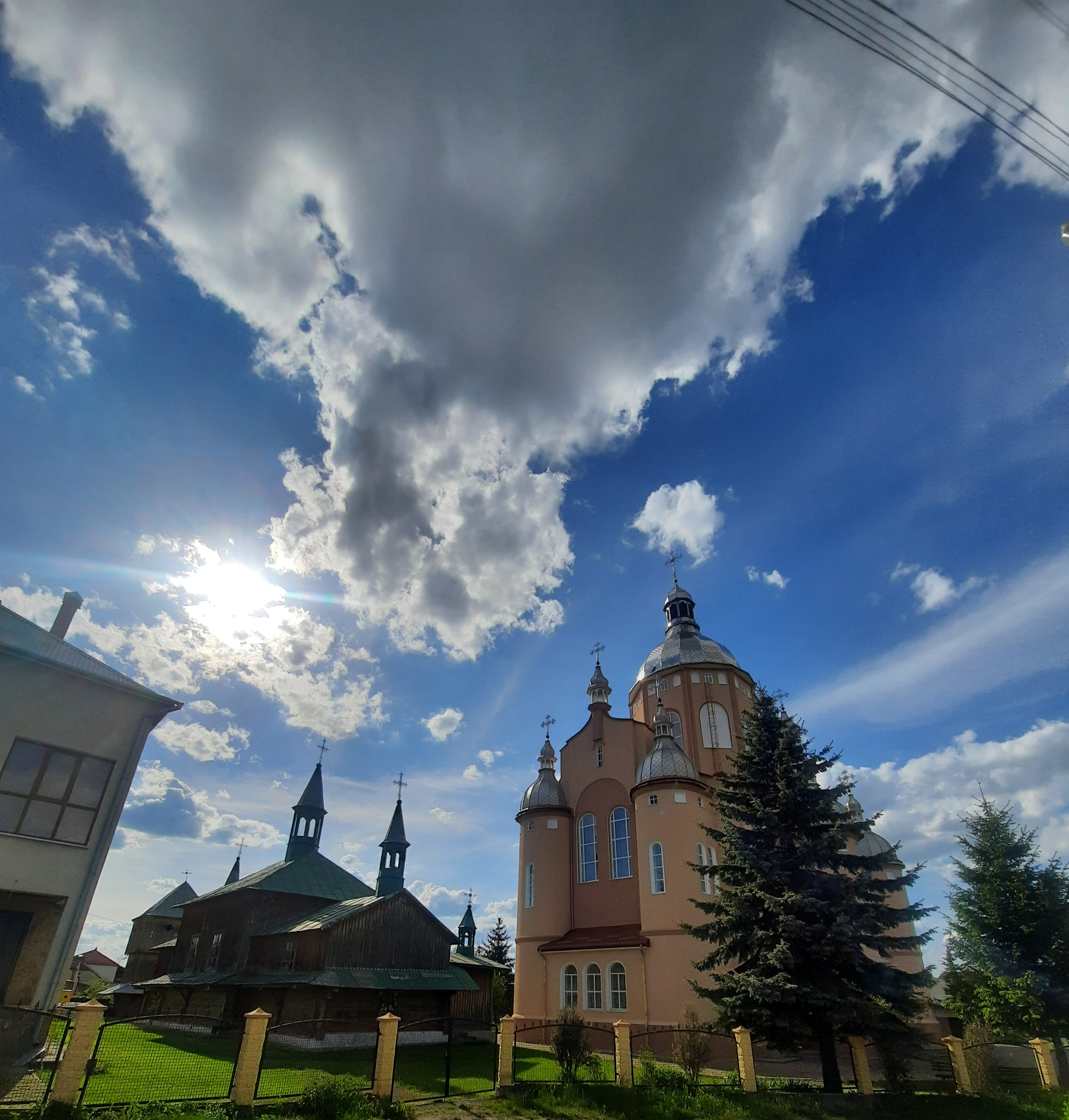
Дерев'яна церква святого Миколая
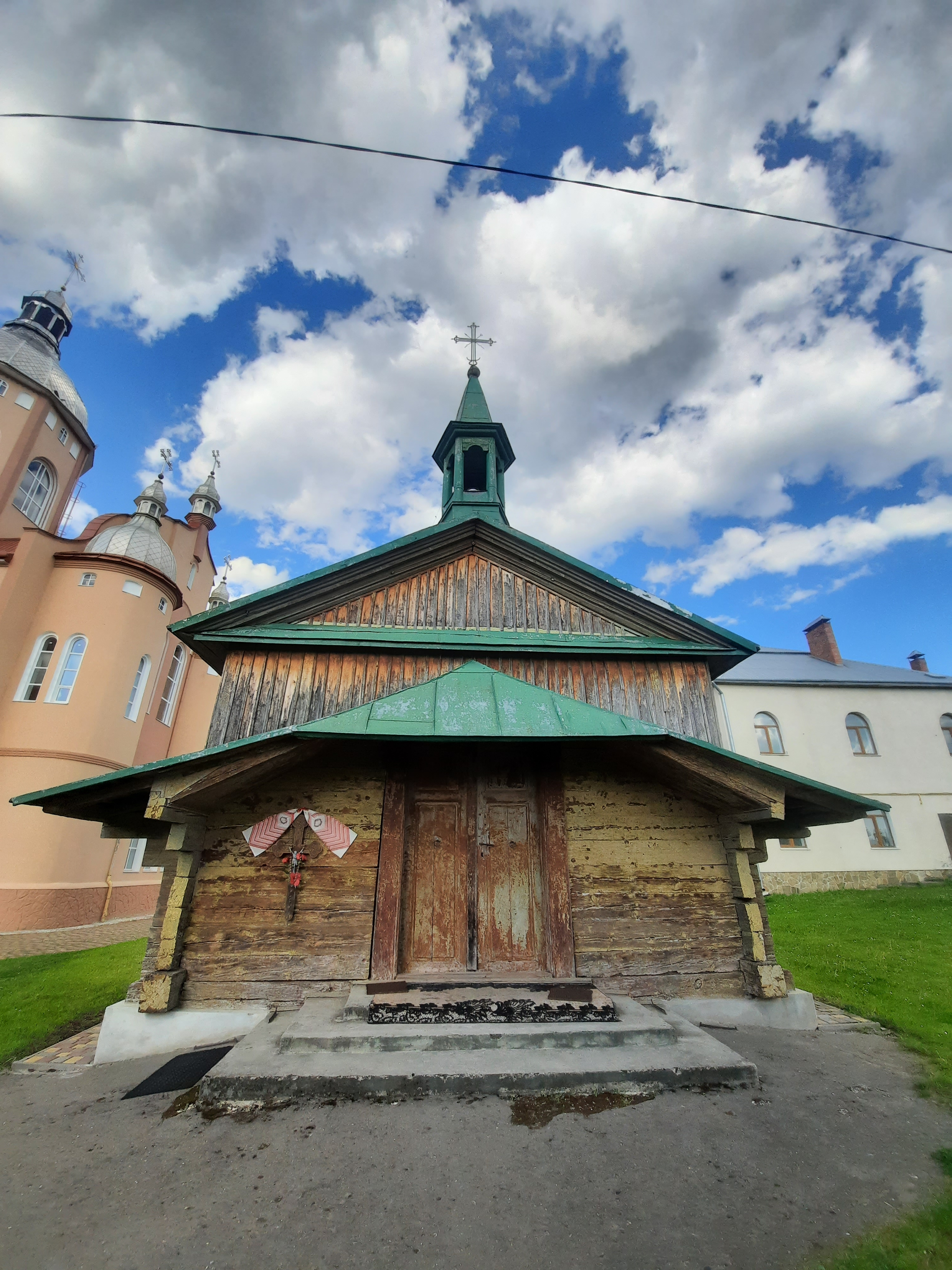
Вхід до церкви
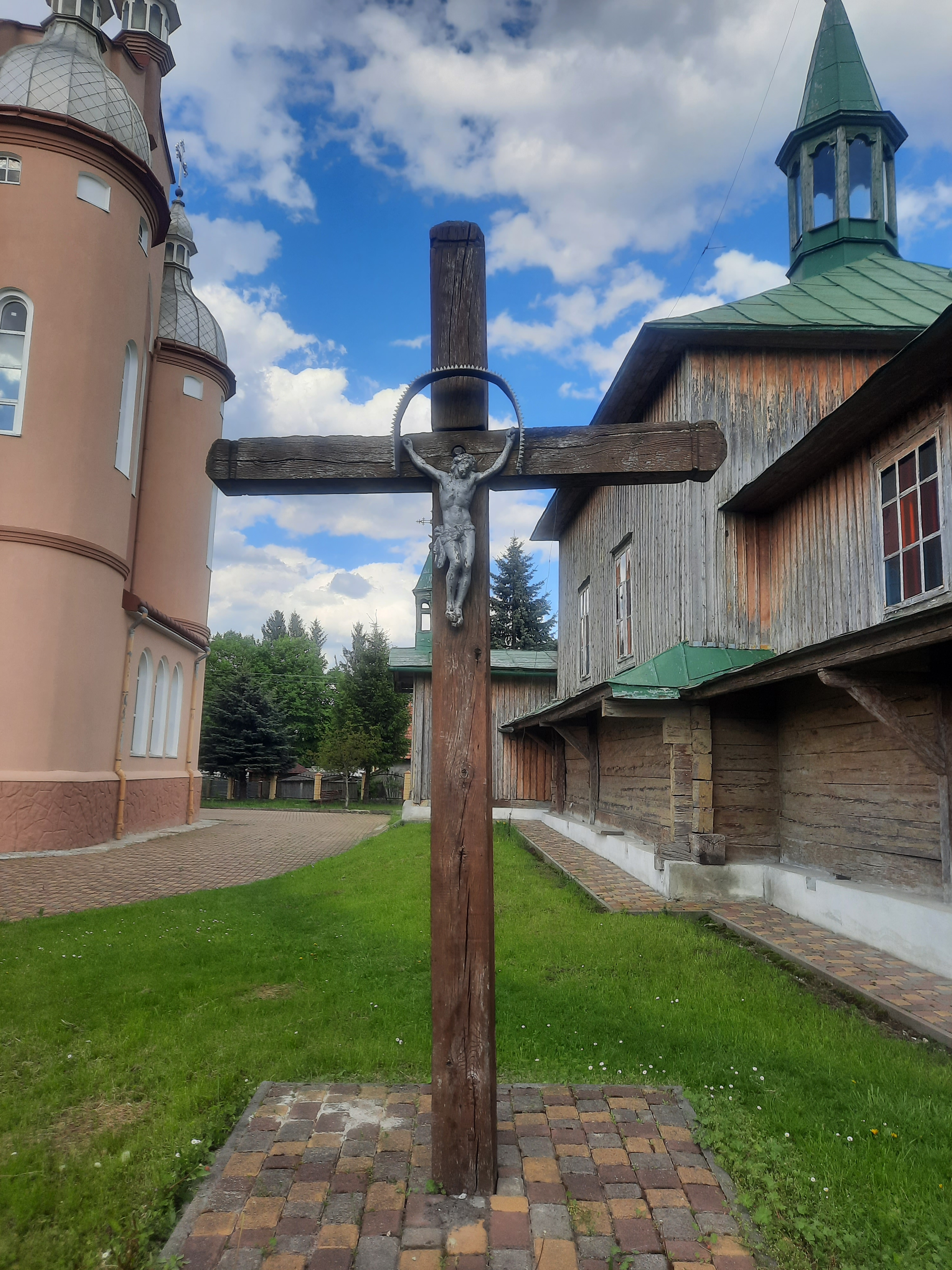
Дерев'яний хрест біля церкви
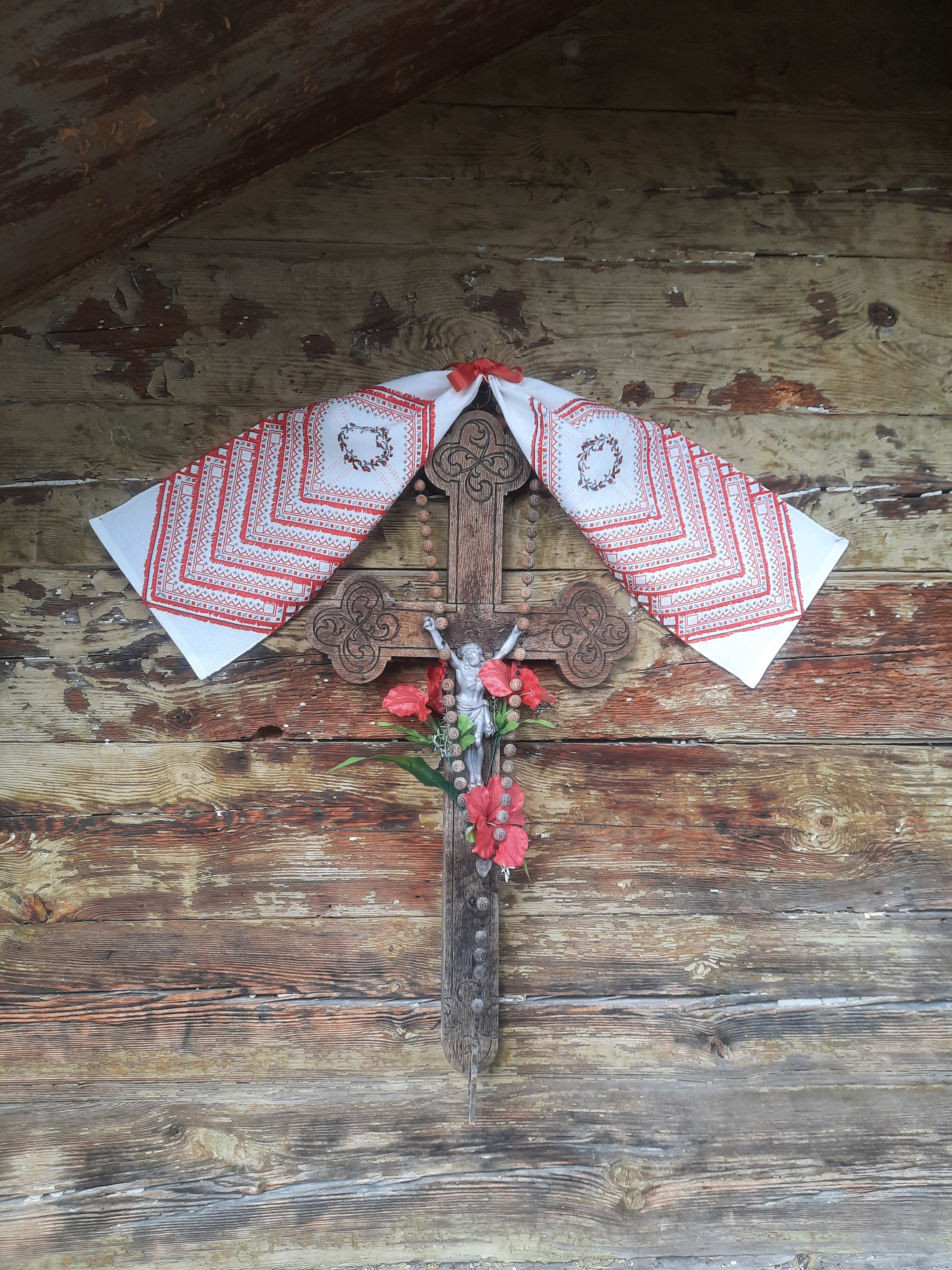
Малий хрест біля входу до церкви